# Feine Garbe
Eine feine Garbe ist ein mathematischer Begriff aus dem Gebiet der algebraischen Topologie und Funktionentheorie. Es handelt sich um eine Garbe mit einer zusätzlichen Eigenschaft. Mit Hilfe solcher Garben kann die Garbenkohomologie auch für allgemeine Garben auf parakompakten Hausdorffräumen berechnet werden.

## Definition
Es seien {\displaystyle M} ein topologischer Raum und {\displaystyle {\mathcal {G}}} eine Garbe abelscher Gruppen über {\displaystyle M}.
Ist {\displaystyle {\mathcal {U}}=(U_{a})_{a\in A}} eine lokalendliche, offene Überdeckung von {\displaystyle M}, so heißt eine Familie {\displaystyle (\eta _{a})_{a\in A}} von Garbenmorphismen {\displaystyle \eta _{a}:{\mathcal {G}}\rightarrow {\mathcal {G}}} eine der Überdeckung untergeordnete Partition der Eins, falls gilt:
- Für alle {\displaystyle a\in A} gibt es eine offene Umgebung {\displaystyle V_{a}} von {\displaystyle M\setminus U_{a}}, so dass {\displaystyle \eta _{a}(x)=0} für alle {\displaystyle x\in {\mathcal {G}}_{p},p\in V_{a}}, wobei {\displaystyle {\mathcal {G}}_{p}} der Halm über {\displaystyle p\in M} sei und die auf den Halmen induzierten Morphismen ebenfalls mit {\displaystyle \eta _{a}} bezeichnet seien.
- {\displaystyle \sum _{a\in A}\eta _{a}(x)=x} für alle {\displaystyle x\in {\mathcal {G}}_{p},p\in M}.

Man beachte, dass die Summe in obiger Definition wegen der Lokalendlichkeit der Überdeckung stets nur endlich viele von 0 verschiedene Summanden hat uns daher wohldefiniert ist.
Die Garbe {\displaystyle {\mathcal {G}}} über {\displaystyle M} heißt fein, wenn es zu jeder lokalendlichen, offenen Überdeckung von {\displaystyle M} eine untergeordnete Partition der Eins gibt.

## Beispiele
- Ist {\displaystyle M} ein normaler Hausdorffraum, so ist die Garbe der stetigen Funktionen über {\displaystyle M} fein.
- Ist {\displaystyle M} eine C∞-Mannigfaltigkeit, so ist die Garbe {\displaystyle {\mathcal {C}}^{\infty }} der unendlich oft differenzierbaren Funktionen fein.
- Die Garbe {\displaystyle {\mathcal {O}}} der holomorphen Funktionen über einer riemannschen Fläche ist nicht fein.

## Sätze und Anwendungen
Da die parakompakten Hausdorffräume definitionsgemäß über hinreichend viele lokalendliche Überdeckungen verfügen, liegt es nahe, dass man auf solchen Räumen starke Sätze über feine Garben beweisen kann.
- Ist {\displaystyle {\mathcal {G}}} eine feine Garbe über einem parakompakten Hausdorffraum, so gilt für die Garbenkohomologie {\displaystyle H^{q}(M,{\mathcal {G}})=0} für alle {\displaystyle q>0}.[2]

Für {\displaystyle q=0} gilt das nicht, denn {\displaystyle H^{0}(M,{\mathcal {G}})} ist ja die Gruppe der globalen Schnitte. Dies kann man verwenden, um folgenden Satz zu zeigen
- Ist {\displaystyle {\mathcal {G}}} eine Garbe über einem parakompakten Hausdorffraum und

{\displaystyle 0\rightarrow {\mathcal {G}}\rightarrow {\mathcal {G}}_{0}\,{\xrightarrow {d_{0}}}\,{\mathcal {G}}_{1}\,{\xrightarrow {d_{1}}}\,{\mathcal {G}}_{2}\,{\xrightarrow {d_{2}}}\,\ldots }
eine feine Garbenauflösung, das heißt alle Garben {\displaystyle {\mathcal {G}}_{q}} sind fein und alle Garbenmorphismen {\displaystyle d_{q}} sind exakt, wobei Exaktheit hier für jeden Halm gelten soll, so induziert jedes {\displaystyle d_{q}} eine Abbildung {\displaystyle d_{q}^{*}:\Gamma (M,{\mathcal {G}}_{q})\rightarrow \Gamma (M,{\mathcal {G}}_{q+1})} zwischen den Gruppen der globalen Schnitte, und es gilt
{\displaystyle H^{q}(M,{\mathcal {G}})\cong \mathrm {ker} (d_{q}^{*})/\mathrm {im} (d_{q-1}^{*})}.
Man kann weiter zeigen, dass es zu jeder Garbe über einem parakompakten Hausdorffraum eine feine Auflösung gibt, so dass obiger Satz im Prinzip stets zur Berechnung von Kohomologiegruppen herangezogen werden kann. Ein typisches Anwendungsbeispiel ist die feine Auflösung
{\displaystyle 0\rightarrow {\mathcal {O}}\rightarrow {\mathcal {C}}^{\infty }\,{\xrightarrow {\overline {\partial }}}\,{\mathcal {C}}^{\infty }\rightarrow 0}
der Garbe der holomorphen Funktionen über einem Gebiet {\displaystyle M\subset \mathbb {C} }, wobei {\displaystyle {\overline {\partial }}} der Differentialoperator {\displaystyle \textstyle {\frac {1}{2}}({\frac {\partial }{\partial x}}+i{\frac {\partial }{\partial y}})} sei. Daraus ergibt sich
- {\displaystyle H^{0}(M,{\mathcal {O}})=\Gamma (M,{\mathcal {O}})}
- {\displaystyle H^{1}(M,{\mathcal {O}})=\Gamma (M,{\mathcal {C}}^{\infty })/{\overline {\partial }}\Gamma (M,{\mathcal {C}}^{\infty })}
- {\displaystyle H^{q}(M,{\mathcal {O}})=0} für alle {\displaystyle q\geq 2}.

Da nach dem sogenannten Lemma von Dolbeault die Differentialgleichung {\displaystyle {\overline {\partial }}f=g} für vorgegebene {\displaystyle C^{\infty }}-Funktionen {\displaystyle g} auf {\displaystyle M} in {\displaystyle C^{\infty }} lösbar ist, gilt {\displaystyle {\overline {\partial }}\Gamma (M,{\mathcal {C}}^{\infty })=\Gamma (M,{\mathcal {C}}^{\infty })} und daher sogar {\displaystyle H^{q}(M,{\mathcal {O}})=0} für alle {\displaystyle q\geq 1} für Gebiete {\displaystyle M\subset \mathbb {C} }.